# Орден Доброй Надежды
Орден Доброй Надежды (африк. Orde van Goeie Hoop, англ. Order of Good Hope) — высшая государственная награда Южно-Африканской Республики до 2002 года.

## История
Орден учреждён 22 февраля 1973 года. Упразднён в 2002 году в ходе реформы орденской системы ЮАР. Функции ордена Доброй Надежды перешли к новоучреждённому ордену Компаньонов О. Р. Тамбо.

## Положение
Орден предназначался для награждения гражданских и военных лиц за заслуги в развитии сотрудничества с Южной Африкой.
После смерти награждённого знаки ордена должны возвращаться в канцелярию ордена.

## Степени
Орден состоял из 5 степеней:
- Специальный класс, или Большая цепь — вручался исключительно Главам государств.
- Большой Крест — вручался главам правительств, государственным министрам, судьям Верховных судов, председателям парламентов, государственным секретарям, чрезвычайным и уполномоченным послам, главнокомандующим сил обороны.
- Великий командор — вручался парламентариям, чрезвычайным посланникам, офицерам.
- Командор — вручался поверенным в делах, генеральным консулам, полковникам или подполковникам.
- Кавалер — вручался секретарям, консулам и другим служащим.

## Описание знаков
Знак ордена представляет собой восьмиконечную звезду, лучи которой сформированы пятью гранями разной величины. В центре медальон голубой эмали с двумя белыми стилизованными птицами в зеркальном отражении, медальон имеет кант белой эмали с цветочным орнаментом и надписью «Spes Bona» в верхней части.
Знак при помощи переходного звена в виде золотого морского якоря подвешен к орденской ленте.
Лента ордена изумрудно-зелёная с двумя золотыми полосками по краям.

## Кавалеры ордена
- Абдалла ибн Абдель Азиз Аль Сауд
- Акихито
- Амсберг, Клаус фон
- Аннан, Кофи
- Ахтисаари, Мартти
- Беатрикс
- Блаттер, Йозеф
- Елизавета II
- Ельцин, Борис Николаевич
- Зайд ибн Султан аль-Нахайян
- Зин эль-Абидин Бен Али
- Иса ибн Салман Аль Халифа
- Кабус бен Саид
- Каддафи, Муаммар
- Кастро, Фидель
- Карл XVI Густав
- Клинтон, Билл
- Маргрете II
- Миттеран, Франсуа
- Мсвати III
- Мубарак, Хосни
- Мугабе, Роберт
- Мусевени, Йовери Кагута
- Нуйома, Сэм
- София Греческая (королева Испании)
- Сухарто
- Тэтчер, Маргарет
- Харальд V
- Хуан Карлос I
- Чиссано, Жоакин Альберто
- Цзян Цзэминь
- Ширак, Жак
- Ясир Арафат